# 2018年冬季奧林匹克運動會亞塞拜然代表團
阿塞拜疆派出1名運動員參加於2018年2月9日至2月25日在韓國平昌舉行的第二十三屆冬季奧林匹克運動會。這將是該國第六次參加冬季奧林匹克運動會。

## 參賽者
以下是阿塞拜疆每個項目的參賽者人數。
| 項目     | 男子 | 女子 | 總計 |
| -------- | ---- | ---- | ---- |
| 高山滑雪 | 1    | 0    | 1    |
| 總計     | 1    | 0    | 1    |

## 高山滑雪
生于奧地利、并曾代表亞塞拜然參加过2014年冬季奧林匹克運動會的滑雪選手Patrick Brachner獲得該屆冬奧高山滑雪項目的資格。
| 运动员           | 项目     | 第一次 | 第一次 | 第二次 | 第二次 | 总计 | 总计 |
| 运动员           | 项目     | 时间   | 排名   | 时间   | 排名   | 时间 | 排名 |
| ---------------- | -------- | ------ | ------ | ------ | ------ | ---- | ---- |
| Patrick Brachner | 男子曲道 | DNF    | DNF    | DNF    | DNF    | DNF  | DNF  |

## 另見
- 2018年夏季青年奧林匹克運動會亞塞拜然代表團